# Fresno (Rasines)
Fresno es una localidad del municipio de Rasines (Cantabria, España). En el año 2008 contaba con una población de 53 habitantes (INE). La localidad está situada a 82 metros de altitud sobre el nivel del mar, a orillas del río Asón. Dista cinco kilómetros de la capital municipal, Rasines. 
De su patrimonio arquitectónico destaca la casa natal del escultor Manuel Cacicedo y la antigua fábrica de Nestlé. En la localidad se encuentra la estación de tren de Udalla, gestionada por Adif y operada por Renfe Cercanías AM.